# Nieuwegeneratiepartij
De Nieuwegeneratiepartij - Christendemocratisch (Roemeens: Partidul Noua Generaţie - Creştin Democrat, PNG), Nieuwegeneratiepartij, is een Roemeense christendemocratische politieke partij.
De partij werd opgericht in 2000 door Viorel Lis, oud-burgemeester van Boekarest. In januari 2004 werd de partij overgenomen door zakenman Gigi Becali (eigenaar van voetbalclub Steaua Boekarest). Vanaf dat moment veranderde de ideologie meer in de richting van extreem orthodox christelijk en nationalistisch.
Bij de parlementsverkiezingen op 28 november 2004, kreeg de partij 2,2% van de stemmen, maar geen zetels in de Kamer van Afgevaardigden en Senaat. De voorzitter van de partij is Gigi Becali. De partij heeft waarschijnlijk nauwe banden met de neofascistische organisatie Noua Dreaptă. Een voormalige adviseur van Becali, de president van PNG, verklaarde zelfs dat "de leden van Noua Dreaptă te veel macht zouden krijgen in de partij". Na deze verklaring trad de man af.
Bij de Europese Parlementsverkiezingen van 2009 behaalde de partij een zetel nadat zij een alliantie aan waren gegaan met de extreemrechtse Groot-Roemeniëpartij.
In 2013 werd Gigi Becali veroordeeld tot drie jaar gevangenisstraf in zake een frauduleuze landruil. Na anderhalf jaar kwam hij vervroegd vrij maar vanwege zijn veroordeling mocht hij niet alle politieke ambten meer uitvoeren. Daarop werd besloten om voormalig viceburgemeester van Boekarest, advocaat Robert Ionescu, als voorzitter naar voren te schuiven. Bij de lokale en landelijke verkiezingen van 2016 kregen ze het niet voor elkaar om op de kieslijst te komen.